# Multioppia stellifera
Multioppia stellifera är en kvalsterart som beskrevs av Hammer 1961. Multioppia stellifera ingår i släktet Multioppia och familjen Oppiidae. Inga underarter finns listade i Catalogue of Life.